# Abbaye de la Garde-Dieu
L’abbaye de la Garde-Dieu est une ancienne abbaye cistercienne, fondée par les moines de l'abbaye d'Aubazine, et qui était située sur le territoire de la commune de Mirabel, en Tarn-et-Garonne.

## Histoire

### Fondation
L'abbaye est fondée en 1147 par les moines de l'abbaye d'Aubazine,.

### Guerres de Religion
L'abbaye, comme sa proche voisine l'Abbaye Saint-Marcel, située dans la commune voisine de Réalville, est ruinée en 1567 par les guerres de Religion.

### AuXVIIIesiècle
Une reconstruction de l'abbaye commence à être effectuée, mais elle n'est terminée qu'en 1707, soit cent quarante ans après la destruction. Cependant, la vie monastique est très réduite au XVIIIe siècle : quatre moines sont présents en 1719, trois en 1768. En 1790, l'abbaye est fermée et vendue comme bien national.

### AuXIXesiècle
Les cisterciens de l'abbaye de Sénanque tentent en 1863 de faire revivre la vie monastique, mais se heurtent au refus du propriétaire de laisser le bâtiment en l'état (il l'utilise alors comme carrière de pierres). Les moines sont expulsés en 1865 ; le peu qui reste du bâtiment est emporté par un incendie en 1897.

### AuXXesiècle
Le pigeonnier de l'abbaye est inscrit au titre des monuments historiques par arrêté du 23 juin 1950.

## Filiation et dépendances
La Garde-Dieu est fille de l'abbaye d'Aubazine.

## Liste des abbés
- Louis-Étienne de Foy (fut abbé de Saint-Martin de Séez)